# 北小松駅 (江若鉄道)
北小松駅（きたこまつえき）は、かつて滋賀県滋賀郡志賀町大字北小松（現在の大津市北小松）にあった江若鉄道の駅（廃駅）。

## 歴史
当駅は1927年（昭和2年）4月、江若鉄道線が雄松駅から当駅まで延伸したのに合わせて開業した。同年12月には北小松より先、大溝駅まで路線が延伸する。

### 年表
- 1927年（昭和2年）
  - 4月1日：雄松駅から当駅までの延伸開通に伴い、滋賀郡小松村に開業[4][5]。
  - 12月15日：当駅から大溝駅までが延伸開通[4][6]。
- 1969年（昭和44年）11月1日：駅廃止[4]。

## 駅構造
北小松駅のホームは1面で、両側に線路が接する島式ホーム。列車交換が可能な交換駅であり、日中は当駅で列車の行き違いが行われた。旅客と貨物の双方を取り扱うことができた一般駅で、駅には貨物側線も設けられていた。
| ← 浜大津 方面 | 北小松駅 配線略図 | → 近江今津 方面 |
| 凡例 出典:    |                   |                 |

## 利用状況
初期の年間乗降客数・貨物取扱量の状況は以下の通り。
| 年間の旅客および貨物の取扱量 | 年間の旅客および貨物の取扱量 | 年間の旅客および貨物の取扱量 | 年間の旅客および貨物の取扱量 | 年間の旅客および貨物の取扱量 | 年間の旅客および貨物の取扱量 |
| 年                           | 旅客                         | 旅客                         | 貨物                         | 貨物                         | 出典                         |
| 年                           | 乗車                         | 降車                         | 発送                         | 到着                         | 出典                         |
| ---------------------------- | ---------------------------- | ---------------------------- | ---------------------------- | ---------------------------- | ---------------------------- |
| 1931年                       | 19,627人                     | 19,572人                     | 141トン                      | 309トン                      | [ 11 ]                       |
| 1934年                       | 18,032人                     | 17,614人                     | 135トン                      | 175トン                      | [ 12 ]                       |
| 1935年                       | 17,478人                     | 17,474人                     | 144トン                      | 146トン                      | [ 13 ]                       |
| 1936年                       | 19,342人                     | 19,428人                     | 168トン                      | 282トン                      | [ 14 ]                       |

## 駅周辺

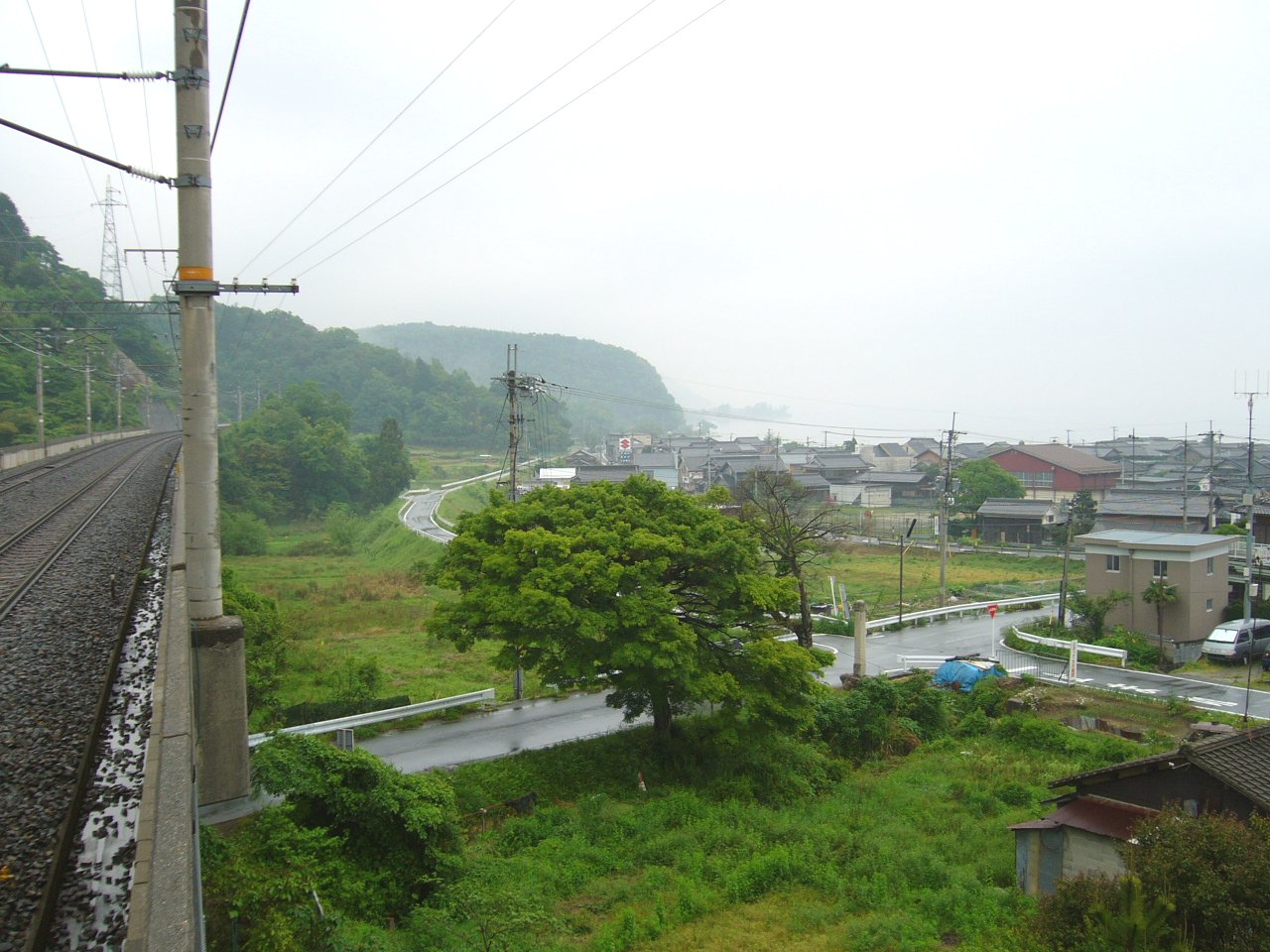
湖西線の北小松駅から北（白鬚方面）を望む。カーブしている道路が江若鉄道の線路跡（2006年5月）

山側には楊梅の滝がある。かつては駅から滝までのおよそ1キロメートルにわたって桜並木が続き「千本桜」と称されていたが、湖西線の建設や農機具の通行の妨げになることなどを理由に多くが伐採され失われた。また1950年（昭和25年）ころからは水泳客が北小松に訪れるようになり、1962年（昭和37年）には地域住民によって琵琶湖岸に北小松水泳場が開かれている。
駅のあった場所は、江若鉄道の廃線後に開通した湖西線の北小松駅の駅前広場にあたる。同駅の広い駅前広場は、江若鉄道の駅があったことの名残である。その北側には高島町駅方面に向かってカーブを描いて伸びていた江若鉄道の線路跡が築堤もそのままに残され、江若鉄道が運行されていたころの様子を色濃く留めていたが、2003年（平成15年）に舗装され道路に変わり、その後国道161号バイパスの工事のため大半が取り壊された。その先、鎧岩以北の線路跡は国道161号に転用されている。

## 隣の駅
江若鉄道
江若鉄道線
近江舞子駅 - 北小松駅 - 白鬚駅